# Яндекс DNS
Яндекс DNS — сервис компании Яндекс для домашних сетей. Это бесплатный DNS-сервис, работающий в трёх режимах.

## История
Сервис Яндекс DNS был запущен 3 апреля 2013 года. О новом продукте в этот день было объявлено на совместной конференции с компаниями ZyXEL и SkyDNS.

Скриншот главной страницы сайта сервиса во время бета-тестирования, открытой в Яндекс.Браузере

До осени 2013 года Яндекс предлагал использовать в качестве DNS-адреса только один из предложенных вариантов (в качестве предпочитаемого DNS) в зависимости от задач. В качестве альтернативного DNS предлагалось вообще не указывать адрес или в крайнем случае использовать, например, адрес DNS провайдера широкополосного доступа (актуально для клиентов операторов связи, для которых работают «внутренние ресурсы», например, при отрицательном балансе лицевого счёта). Пользователям не предлагалось использование IPv6-адресов.
В октябре 2013 года Яндекс запустил обновлённую версию сервиса. Сервис вышел из режима «бета». К первоначально используемым IPv4-адресам DNS-серверов (77.88.8.8, 77.88.8.88, 77.88.8.7) были добавлены новые адреса — как IPv4 (прежние, согласно инструкции, должны использоваться как Primary DNS), так и IPv6. Также и обновился интерфейс сайта.
В 2015 году, отвечая на вопросы пользователей, представитель Яндекса заявил, что при пополнении базы данных «вредных» и опасных сайтов не используются данные Единого реестра доменных имён, указателей страниц сайтов в сети «Интернет» и сетевых адресов, позволяющих идентифицировать сайты в сети «Интернет», содержащие информацию, распространение которой в Российской Федерации запрещено, который ведёт Роскомнадзор. Яндекс использует собственные технологии, разработки и антивирусные детекторы.

### Режимы
| Режим фильтрации | Primary IPv4 DNS | Secondary IPv4 DNS | Primary IPv6 DNS    | Secondary IPv6 DNS      | Описание |
| ---------------- | ---------------- | ------------------ | ------------------- | ----------------------- | --- |
| Базовый          | 77.88.8.8        | 77.88.8.1          | 2a02:6b8::feed:0ff  | 2a02:6b8:0:1::feed:0ff  | Фильтрации нет |
| Безопасный       | 77.88.8.88       | 77.88.8.2          | 2a02:6b8::feed: bad | 2a02:6b8:0:1::feed: bad | Блокируются веб-сайты, которые могут быть потенциально опасны для Пользователя, например, заражённые вредоносным кодом или распространяющие вредоносные файлы, а также мошеннические и фишинговые веб-сайты. |
| Семейный         | 77.88.8.7        | 77.88.8.3          | 2a02:6b8::feed: a11 | 2a02:6b8:0:1::feed: a11 | Функциональность «Безопасного режима» + блокируются веб-сайты с порнографическим и/или эротическим содержанием (включая также ссылки на иные ресурсы подобного содержания или тематики)                      |

В «Безопасном» и «Семейном» режимах все запросы к другим DNS-сервисам обрабатывает Яндекс DNS.
Шестнадцатеричное написание IPv6-адресов серверов даёт возможность проще запомнить и различить эти адреса по режиму фильтрации и предназначению. Части адреса составлены из букв и цифр так, что можно прочитать на английском языке не что иное, как словосочетания «feed off» (для базового режима), «feed bad» (для безопасного режима) и «feed all» (для семейного режима).

## Программное обеспечение для сетевого оборудования с поддержкой сервиса
Созданы (и предполагается, что список будет расширяться) версии микропрограмм различных маршрутизаторов (или дополнения для них), которые позволяют в удобной для пользователя форме активировать функции данного сервиса и начать перенаправлять весь интернет-трафик через DNS-адрес сервиса практически нажатием нескольких клавиш в веб-конфигураторе сетевого оборудования.
Устройства для которых выпущены специальные версии микропрограмм или дополнения к ним, активирующие функциональность «Яндекс DNS»:
- ZyXEL: Keenetic (вся серия устройств)
- D-Link
- Asus
- TRENDnet
- TP-Link

Gargoyle версии 1.6, альтернативная прошивка для WiFi-роутеров на основе OpenWrt, позволяет принудить всех клиентов сети использовать DNS-сервера, указанные в маршрутизаторе.
Согласно пункту 2.8 Условий использования сервиса Яндекс.DNS, компания «Яндекс» в автоматическом режиме может собирать и передавать другим лицам информацию, часть которой в Условиях чётко не прописана:

… при использовании Сервиса Яндексу в автоматическом режиме, в обезличенном виде (без привязки к Пользователю), может передаваться следующая информация: тип и модель устройства Пользователя, тип операционной системы устройства Пользователя, перечень доменных имён веб-сайтов, посещаемых Пользователем, а также иная статистическая информация об использовании Сервиса и техническая информация. Указанная информация хранится и обрабатывается Яндексом в соответствии с Политикой конфиденциальности. Указанная информация может также храниться и обрабатываться аффилированными компаниями Яндекса, и Пользователь настоящим даёт согласие на передачу такой персональной информации таким лицам.
— Условия использования сервиса «Яндекс.DNS». Пункт 2.8